# 七度狐
『七度狐』（しちどぎつね/ひちどぎつね/ななたびきつね）または『七度狐庵寺潰し』（しちどぎつねあんでらつぶし）、『庵寺つぶし』（あんでらつぶし）は、上方落語の演目。道中噺『東の旅』（本題『伊勢参宮神乃賑』）の一編である。『東の旅』の一編で合わせて演じられることの多い『煮売屋』（にうりや）についても説明する。
江戸落語にも移植されて演じられる。
原話は、寛政10年（1798年）に出版された笑話本『無事志有意』の一編である「野狐」。また『煮売屋』の部分は安永2年（1773年）『聞上手』三篇「白狐」である。

## あらすじ
※以下の内容は東大落語会編『落語事典 増補』および宇井無愁『落語の根多 笑辞典』に準拠する。

### 煮売屋
喜六と清八のコンビが、伊勢参りの途中でとある煮売屋（昔の簡易食堂）に立ち寄る。イカの木の芽和えを注文したところ、店主はそれは売約済だと言って売らない。怒った二人はこっそりと木の芽和えを笠に隠して持ち出し、歩きながらそれを食べて、食べ終わった後に容器のすり鉢を道ばたに放り投げると、そこにいた七度狐に命中する。

### 七度狐
人を七度も化かすというこの狐は安眠を邪魔されたことに怒り、二人を化かしにかかる。麦畑を大河に見せ、二人は渡るために服を脱いで裸になる。そこを見ていた百姓から「狐に化かされたのではないか」と教えられ、怖くなった二人は道を急いで、目に付いた庵寺に宿を取ることにした。しかしこの寺も狐の策略で、尼僧が通夜があると言って外出した後に、棺桶がいくつも運び込まれてそのまま放置され、その棺桶から亡者が「金返せ」と迫ったり、妖怪変化が出るなどの恐ろしい目を見る。そこへ昼の百姓が再びやってきて正気付かせ、百姓は狐に「ええ加減にせんかい」と怒鳴りつけた。すると狐は「ええ加減に庵寺つぶせ」と返答した。

## 落ちについて
上方語の「あんだら尽くす」（バカな真似はやめろ）との地口である。一方、この言葉が通じない江戸落語版では、二人が百姓とともに狐を狩りだして尾をつかまえたと思ったら抜けてしまい、実は畑の大根だったという落ちが用いられる。やまだりよこによると、この落ちは2代目桂小南によるものという。
また、3代目桂米朝はキャリア末期の2004年正月に、狐を追い詰めたと思ったところ水車の上を踏んでいた、という新しい落ちを使用している。

## バリエーション（煮売屋）
『煮売屋』は単独の演目として演じられる場合があり、そこでは冒頭の煮売屋に侍が訪れて周辺に毎夜白狐（びゃっこ）が出ないかと尋ねて店主が否定するというやり取りがあり、それを聞いた二人が隣の荒物屋で真似をしようとして「脱肛（だっこ）が出るそうな」と間違え、荒物屋が「聞きまへんな」と答えると「すりゃおおかた人のケツ（尻）であろう」というやり取りで落ちとなる。